# Чокак-хамам
Чокак-хамам (азерб. Çökək hamam — «баня в падине») — историческая баня в Гяндже. 
Он был построен в Гяндже в 1606 году по проекту архитектора шейха Бахаддина Мухаммеда Амиля 
В строительстве здания использовались глиняная и известковая смесь и красные кирпичи. [3]
В здании есть купола. В 2003 году был отремонтирован. 
В настоящее время здание представляет собой центр декоративного искусства. [5]
С 2014 года баня работает как хаммам одного из отелей Гянджи. 